# Selections From Straight Outta Lynwood
Selections from Straight Outta Lynwood é o segundo EP do músico norte-americano "Weird Al" Yankovic, lançado em 2006 pela gravadora Volcano Records. O EP possui três faixas que seriam mais tarde incluídas no álbum Straight Outta Lynwood, lançado no mesmo ano. 

## Faixas
1. "White & Nerdy" - 2:50
2. "Confessions Part III" - 3:52
3. "Trapped in the Drive-Thru" - 10:51

## Formação
- "Weird Al" Yankovic - sintetizador, acordeão, voz, vocais, palmas, efeitos sonoros
- Jim West - guitarra, bandolim, vocais, palmas, efeitos sonoros
- Steve Jay - baixo, banjo, efeitos sonoros, vocais, palmas
- Rubén Valtierra – piano, teclados
- Jon "Bermuda" Schwartz - bateria, percussão, vocais, palmas, efeitos sonoros

### Produção
- Engenharia de som: Tony Papa, Rafael Serrano
- Assistência de engenharia: Aaron Kaplan, Doug Sanderson, Antony Zeller
- Mixagem: Tony Papa
- Masterização: Bernie Grundman
- Arranjos: "Weird Al" Yankovic
- Programação da bateria: Jon "Bermuda" Schwartz